# Mortes em dezembro de 2021
Mortes em 2021: ← Janeiro – Fevereiro – Março – Abril – Maio – Junho – Julho – Agosto – Setembro – Outubro – Novembro – Dezembro →
Esta é uma relação de pessoas notáveis que morreram durante o mês de dezembro de 2021, listando nome, nacionalidade, ocupação e ano de nascimento.

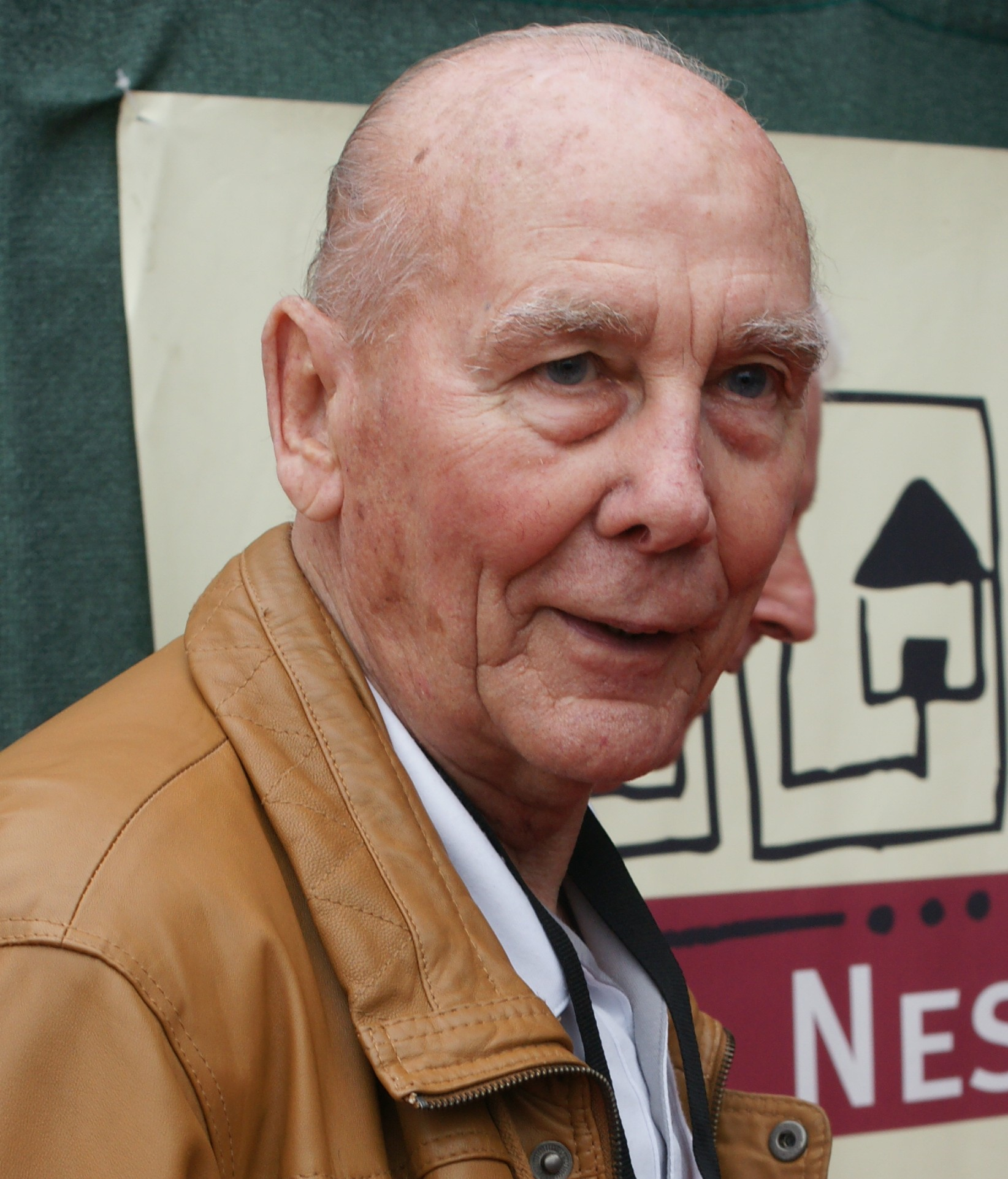
Horst Eckel, futebolista alemão.

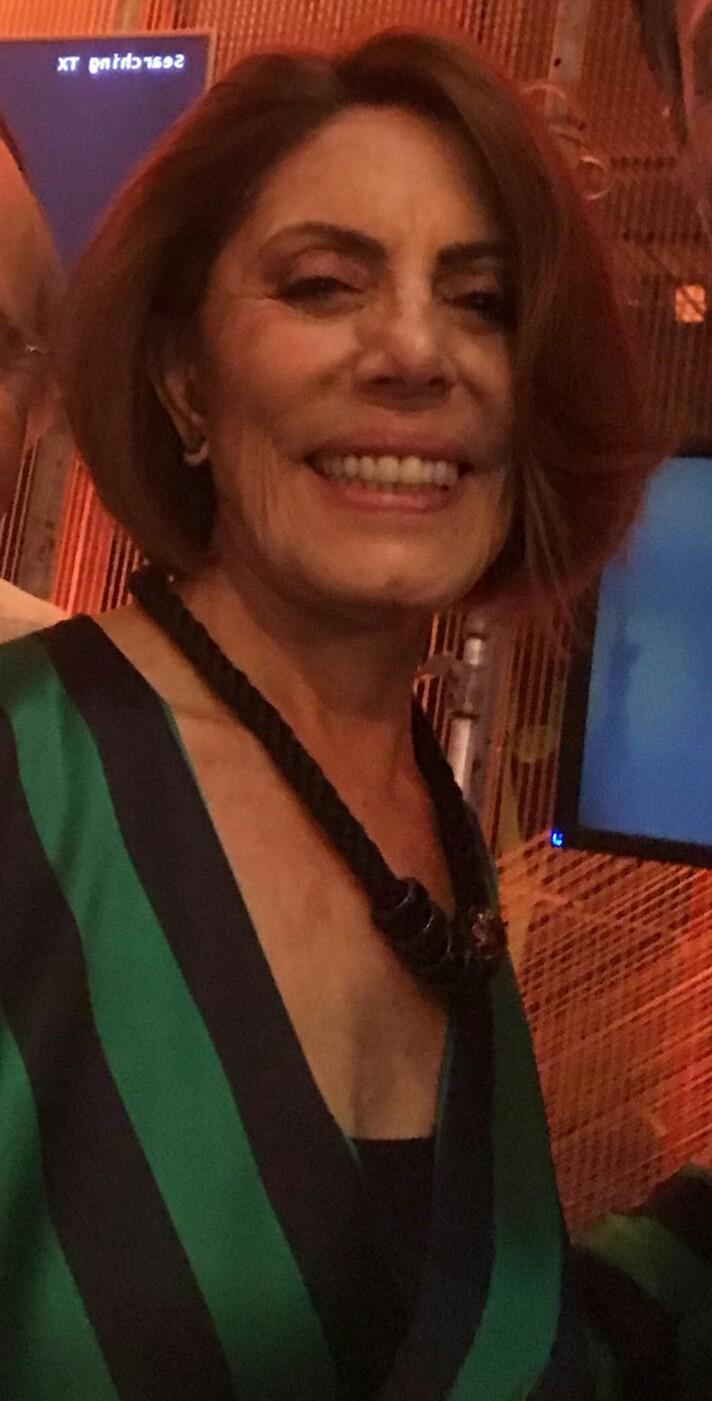
Mila Moreira, modelo e atriz brasileira.

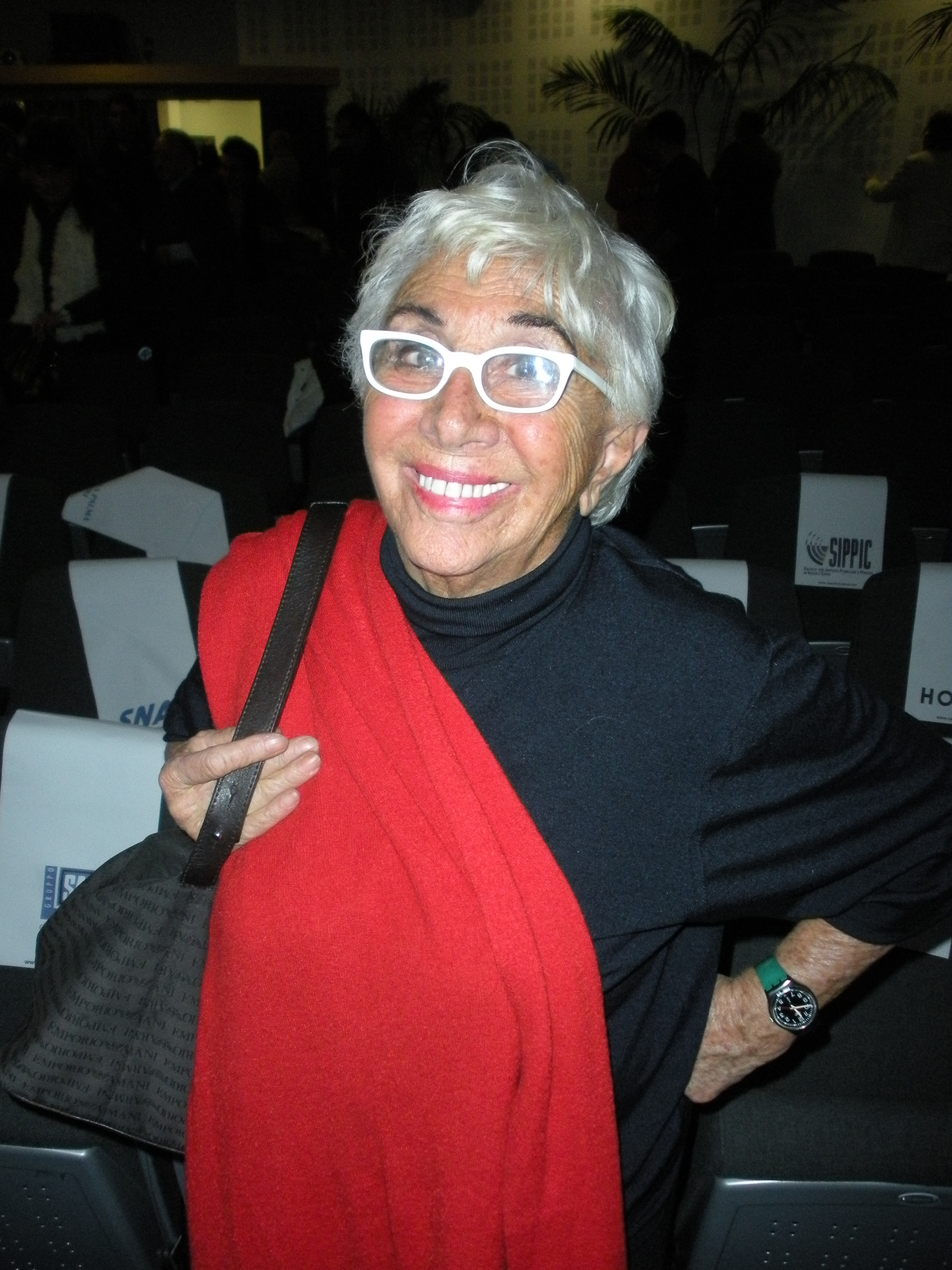
Lina Wertmüller, cineasta italiana.

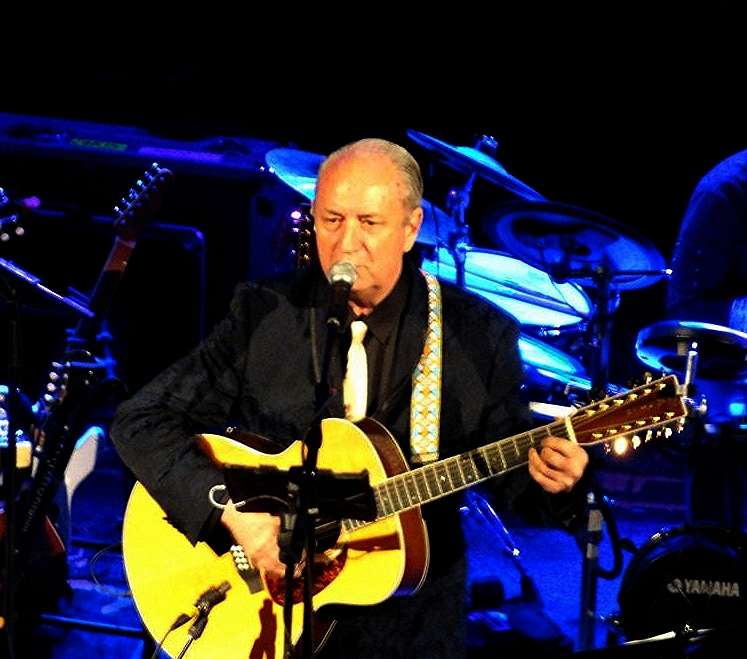
Michael Nesmith, músico estadunidense.

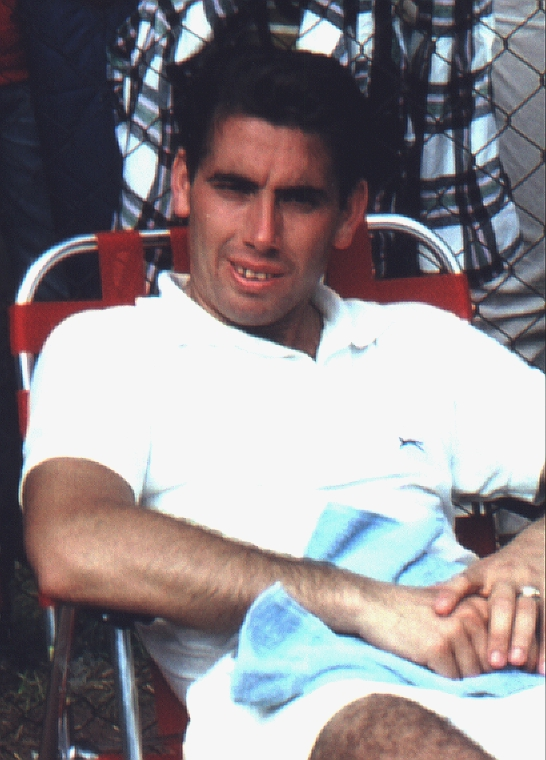
Manuel Santana, tenista espanhol.

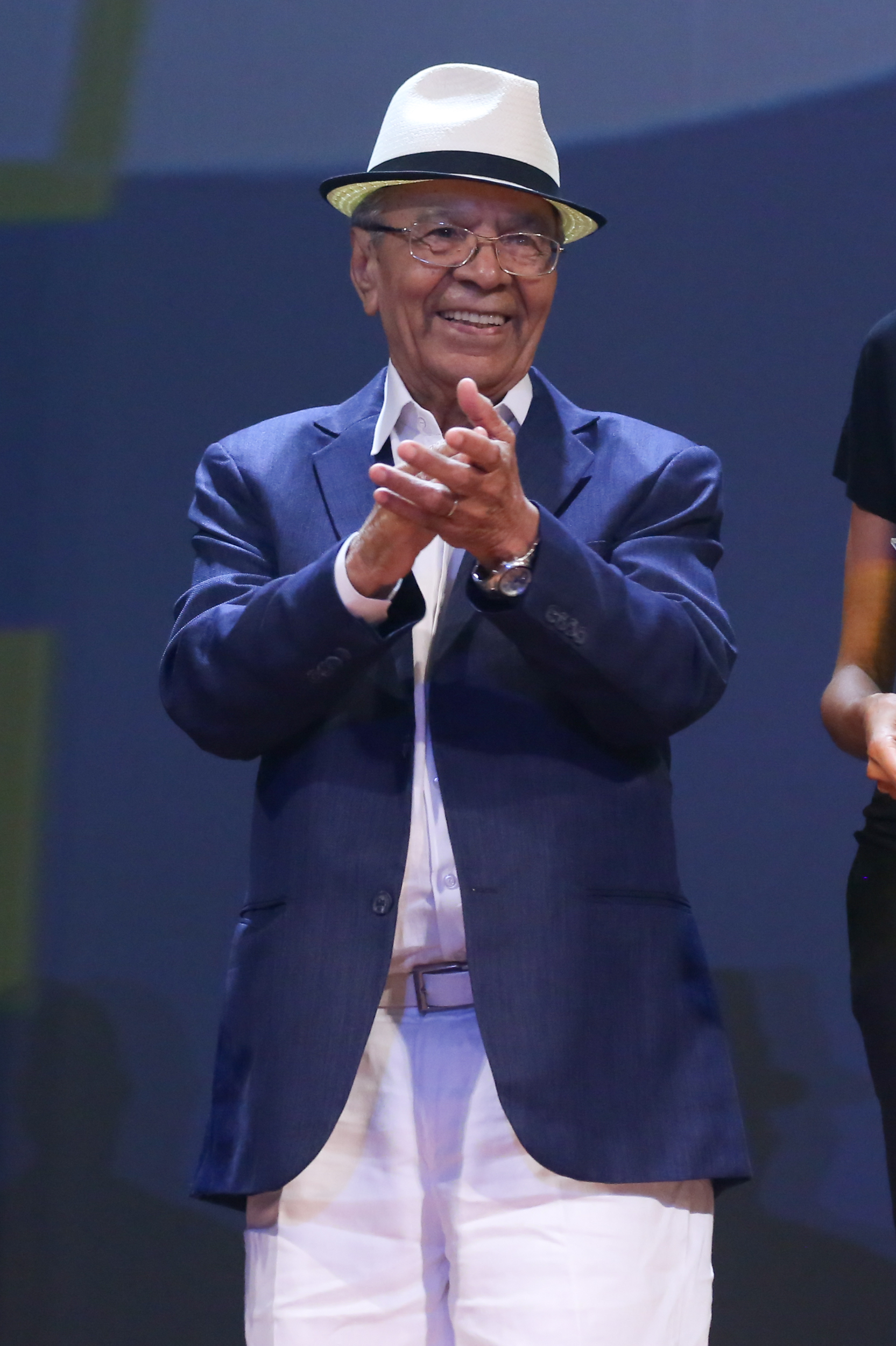
Monarco, cantor e compositor brasileiro.

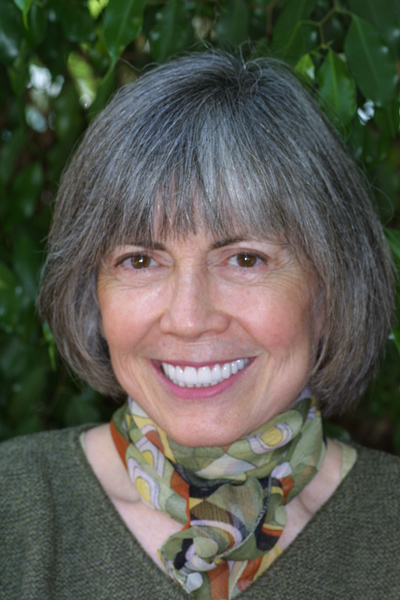
Anne Rice, escritora estadunidense.

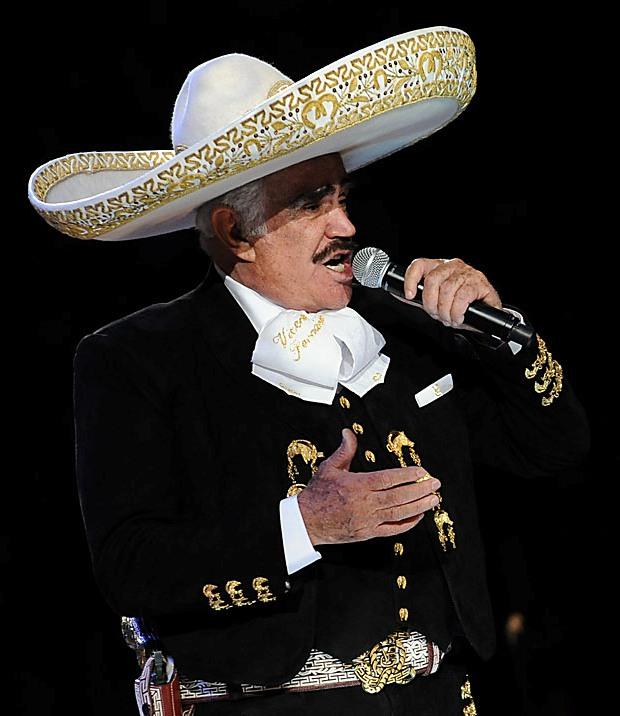
Vicente Fernández, cantor e ator mexicano.

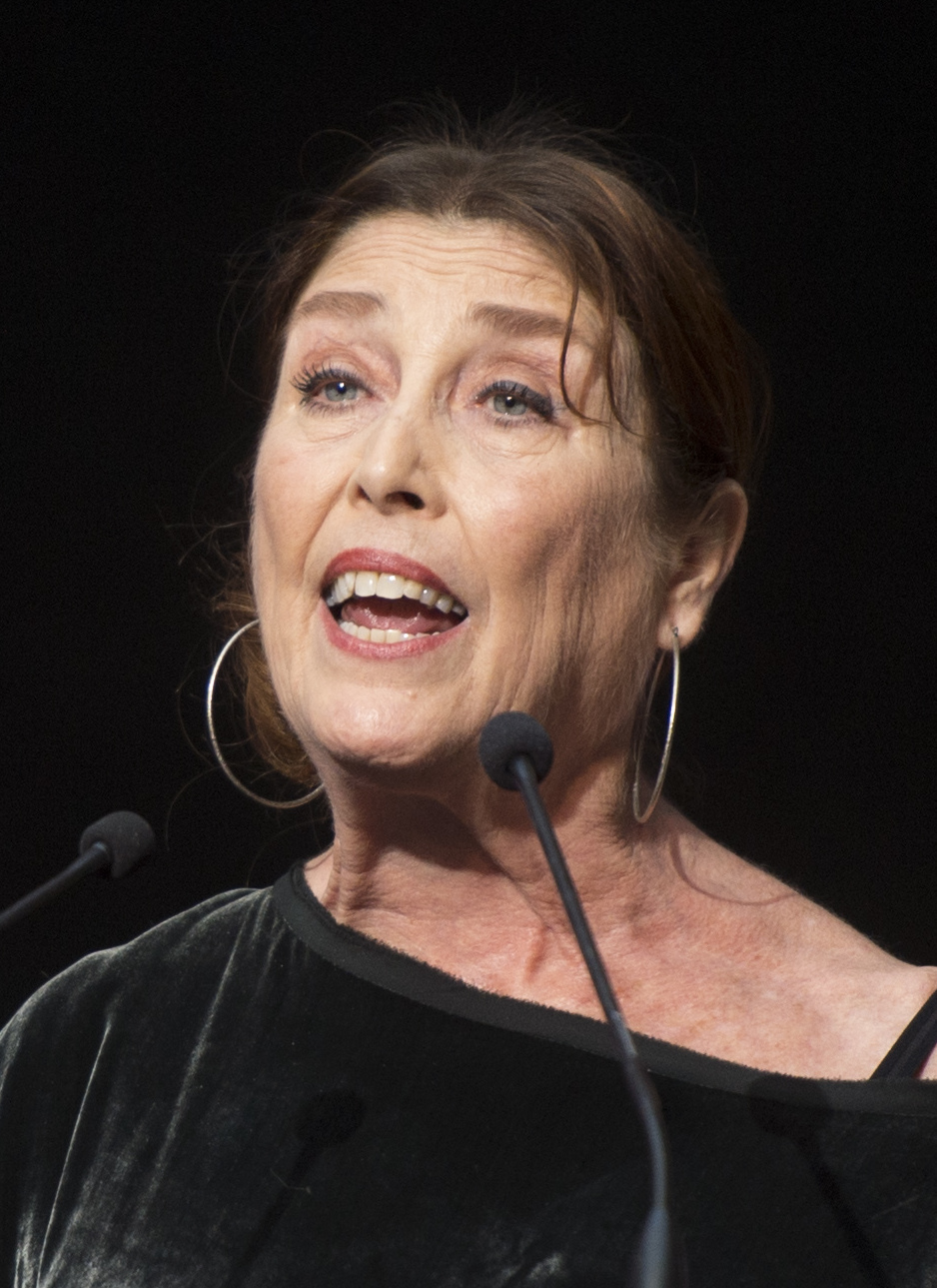
Verónica Forqué, atriz espanhola.

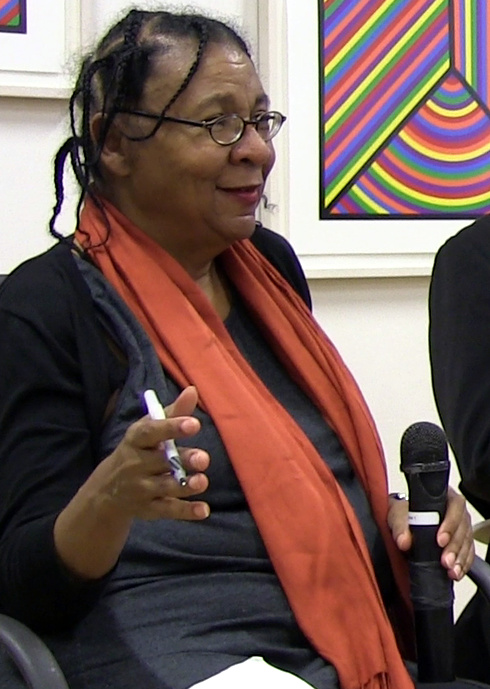
bell hooks, escritora e professora estadunidense.

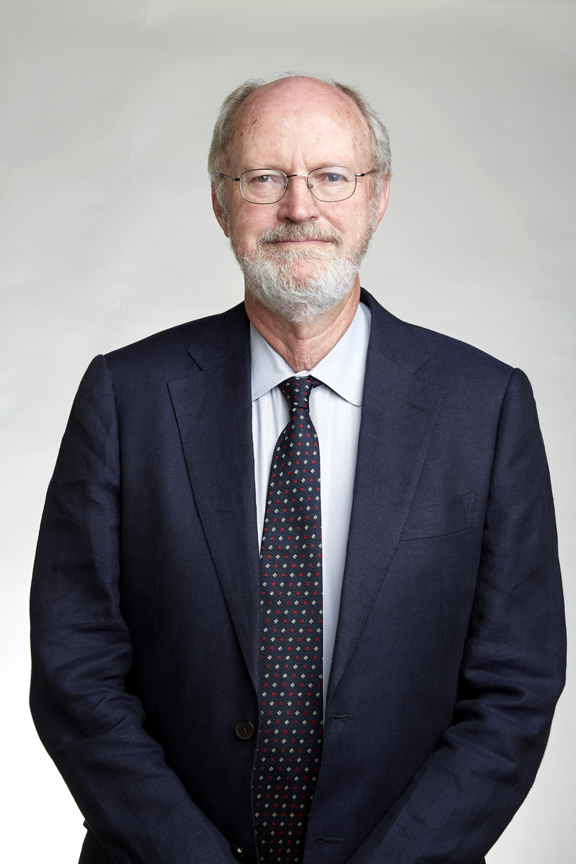
Robert Grubbs, químico estadunidense.

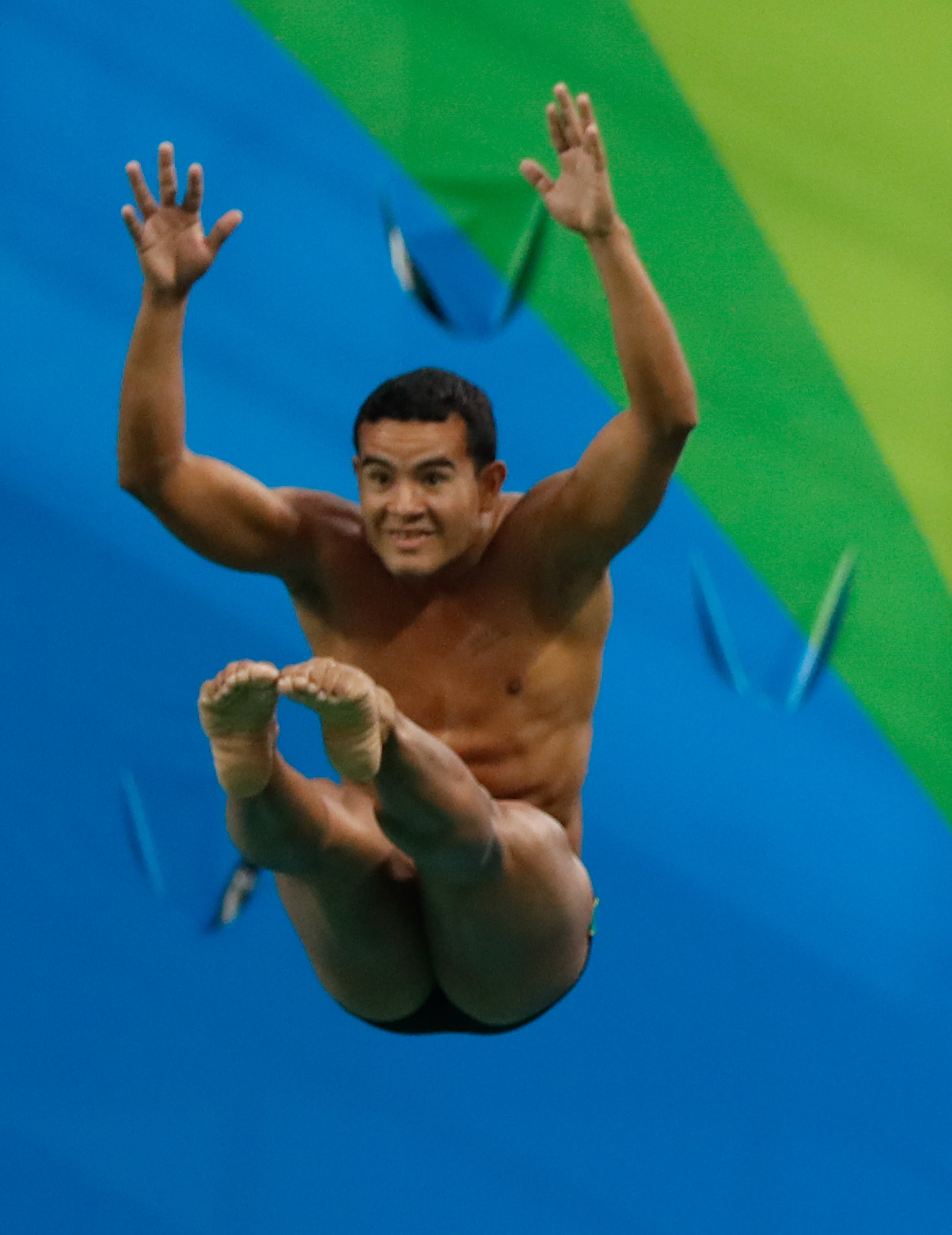
Ian Matos, saltador brasileiro.

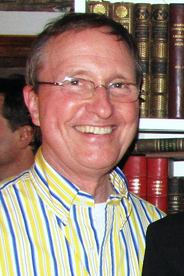
Thomas Lovejoy, ambientalista estadunidense.

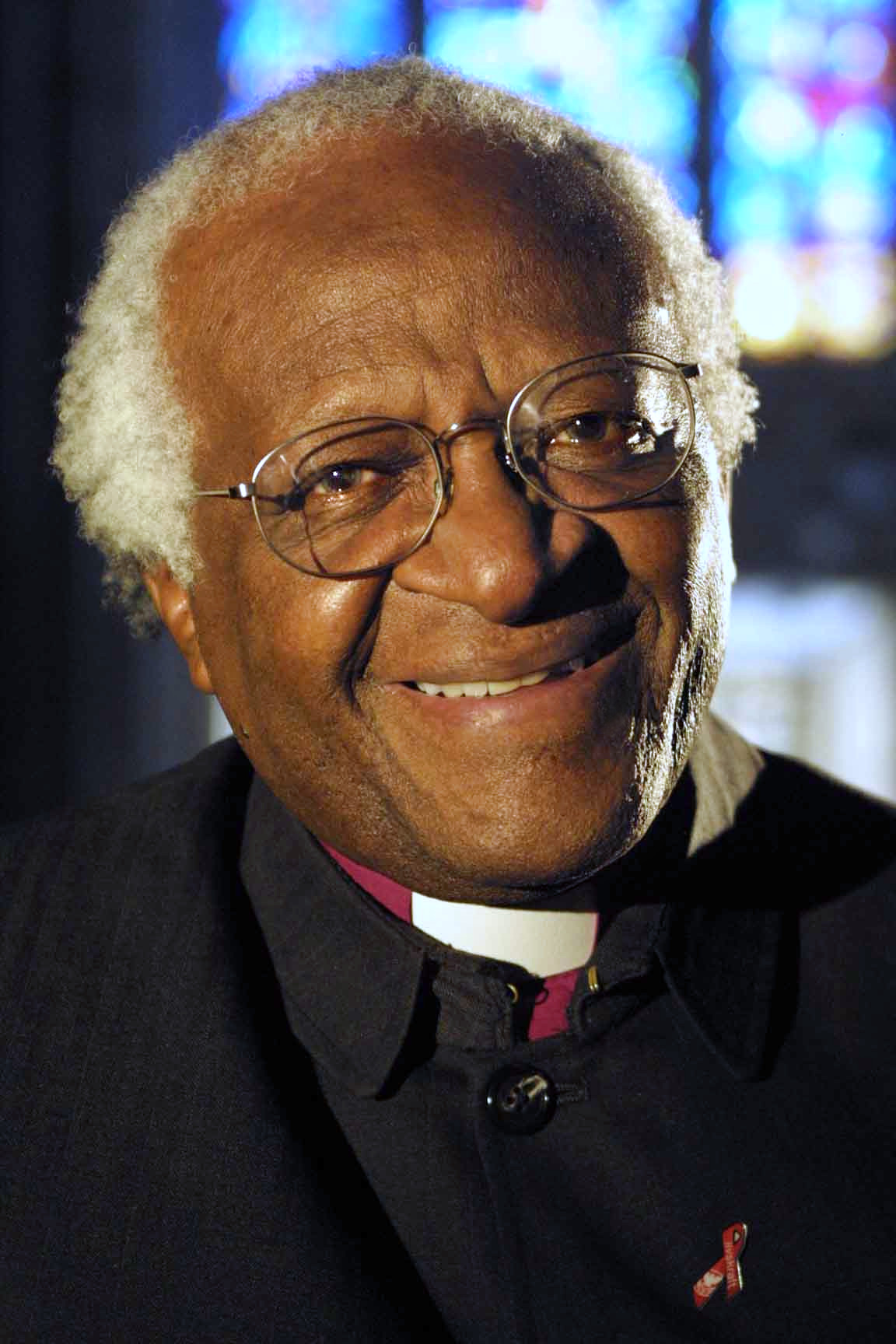
Desmond Tutu, prelado sul-africano.

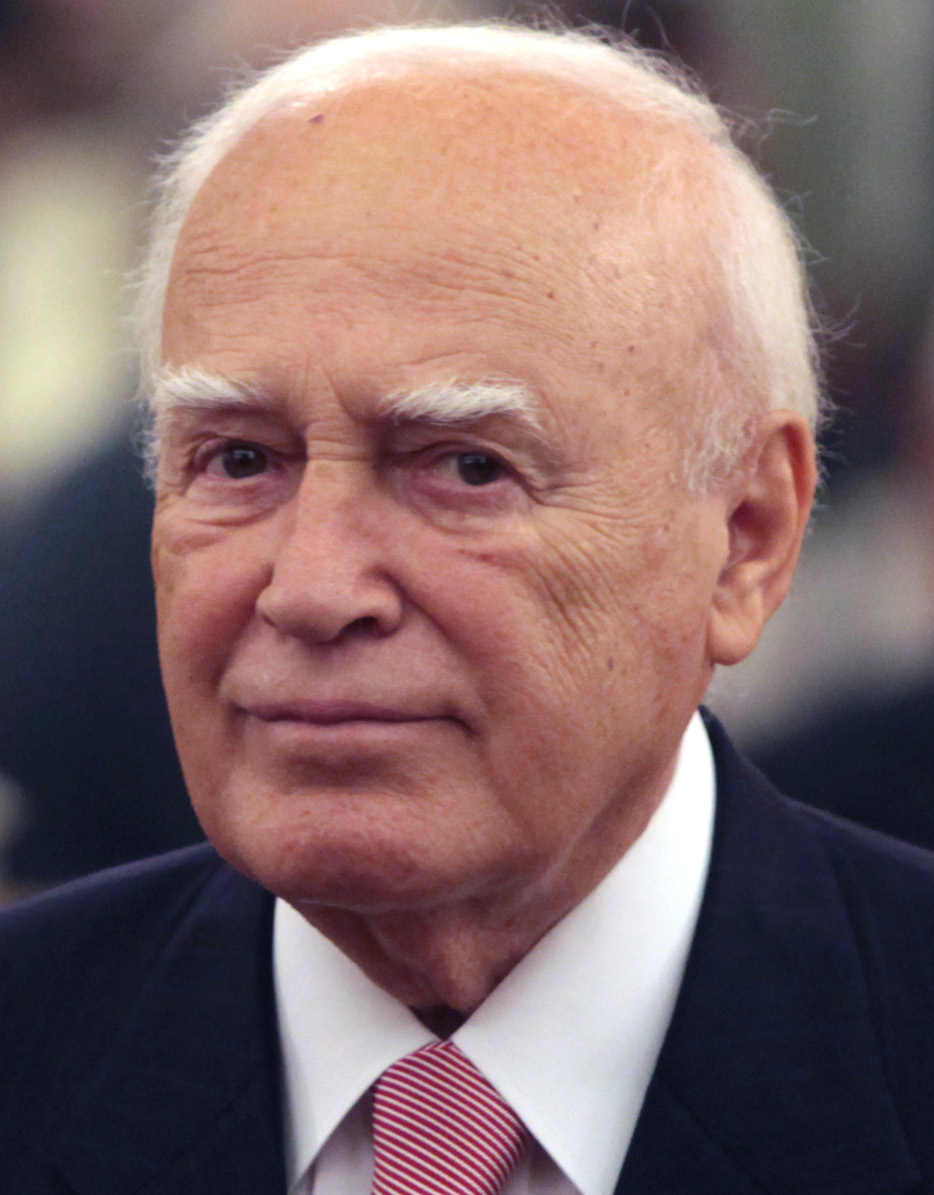
Károlos Papoúlias, ex-presidente da Grécia.

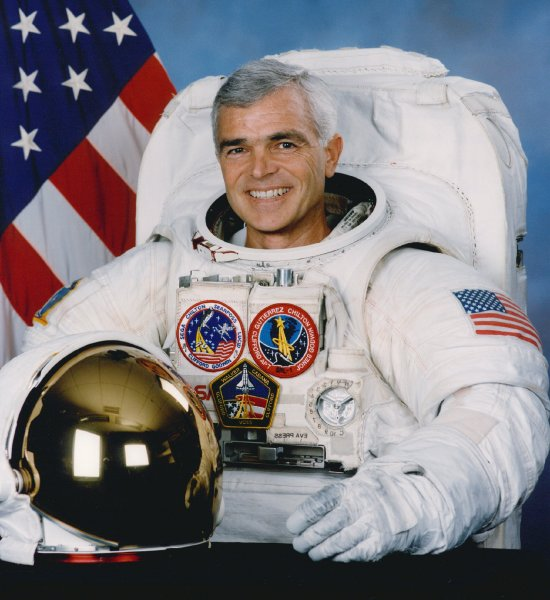
Michael Clifford, astronauta estadunidense.

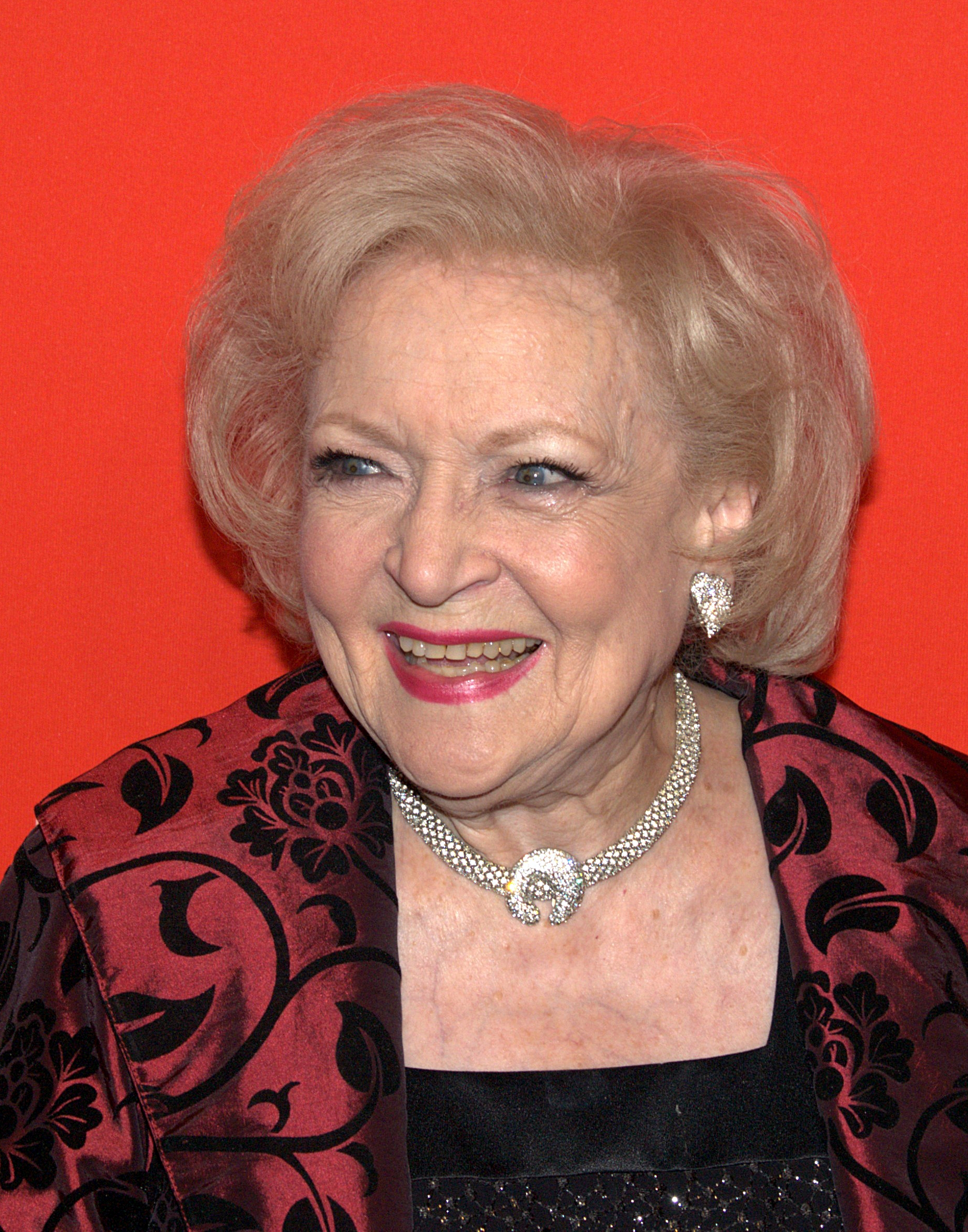
Betty White, atriz estadunidense.

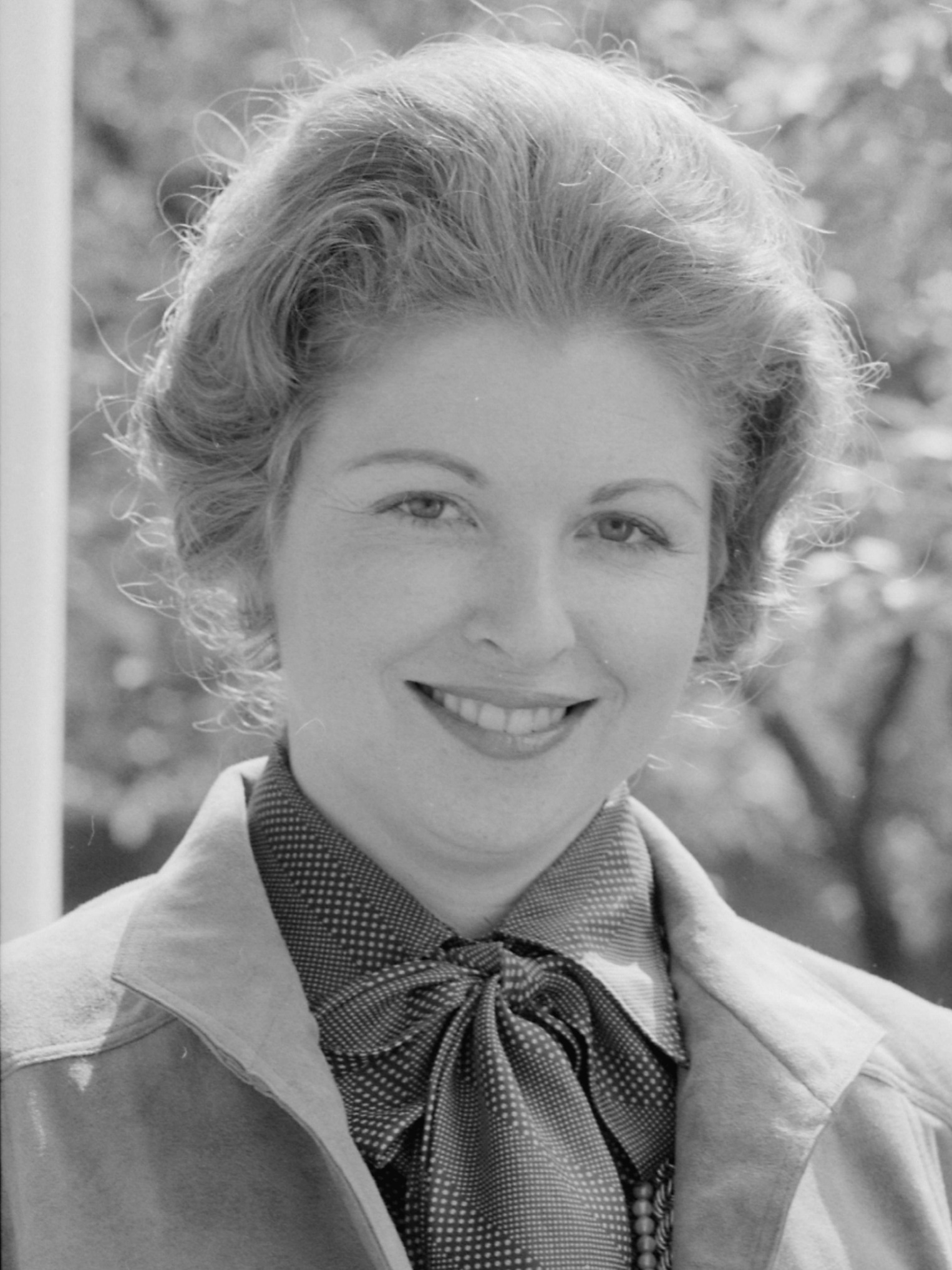
Sarah Weddington, advogada estadunidense.

| Dia      | Nome                        | Profissão ou motivo de reconhecimento       | Nacionalidade            | Nasc. | Ref     |
| -------- | --------------------------- | ------------------------------------------- | ------------------------ | ----- | ------- |
| 1        | Noemi Gerbelli              | Atriz                                       | Brasil                   | 1953  | [ 1 ]   |
| 1        | Almerindo Marques           | Gestor                                      | Portugal                 | 1939  | [ 2 ]   |
| 1        | Keiko Nobumoto              | Roteirista                                  | Japão                    | 1964  | [ 3 ]   |
| 2        | Hong Sung-woo               | Político                                    | Coreia do Sul            | 1940  | [ 4 ]   |
| 2        | Darlene Hard                | Tenista                                     | Estados Unidos           | 1936  | [ 5 ]   |
| 2        | Richard Lerner              | Bioquímico                                  | Estados Unidos           | 1938  | [ 6 ]   |
| 3        | Horst Eckel                 | Futebolista                                 | Alemanha                 | 1932  | [ 7 ]   |
| 3        | Momčilo Vukotić             | Futebolista                                 | Sérvia/ Iugoslávia       | 1950  | [ 8 ]   |
| 3        | Saul Raiz                   | Engenheiro e político                       | Brasil                   | 1930  | [ 9 ]   |
| 3        | Melvin Parker               | Músico                                      | Estados Unidos           | 1944  | [ 10 ]  |
| 4        | Fernando Gutierres Reis     | Jornalista e professor                      | Portugal                 | 1955  | [ 11 ]  |
| 5        | Bob Dole                    | Político                                    | Estados Unidos           | 1923  | [ 12 ]  |
| 5        | John Miles                  | Músico                                      | Reino Unido              | 1949  | [ 13 ]  |
| 5        | Jacques Tits                | Matemático                                  | Bélgica/ França          | 1930  | [ 14 ]  |
| 6        | Mila Moreira                | Modelo e atriz                              | Brasil                   | 1946  | [ 15 ]  |
| 6        | Kåre Willoch                | Político                                    | Noruega                  | 1928  | [ 16 ]  |
| 6        | Masayuki Uemura             | Engenheiro e empresário                     | Japão                    | 1943  | [ 17 ]  |
| 6        | Chris Achilleos             | Ilustrador                                  | Reino Unido/ Chipre      | 1947  | [ 18 ]  |
| 7        | Benício                     | Desenhista e ilustrador                     | Brasil                   | 1936  | [ 19 ]  |
| 7        | Mustafa Ben Halim           | Político                                    | Egito/ Líbia             | 1921  | [ 20 ]  |
| 7        | Ronaldo Cintra Shellard     | Físico                                      | Brasil                   | 1948  | [ 21 ]  |
| 8        | Susana Higuchi              | Política                                    | Peru                     | 1950  | [ 22 ]  |
| 8        | Lars Høgh                   | Futebolista                                 | Dinamarca                | 1959  | [ 23 ]  |
| 8        | Jack Lanza                  | Lutador                                     | Estados Unidos           | 1935  | [ 24 ]  |
| 8        | Robert Shakespeare          | Baixista                                    | Jamaica                  | 1953  | [ 25 ]  |
| 8        | José Eduardo Pinto da Costa | Médico                                      | Portugal                 | 1934  | [ 26 ]  |
| 8        | Jacques Zimako              | Futebolista                                 | França                   | 1951  | [ 27 ]  |
| 8        | José Maria Pedrosa          | Crítico de música e professor               | Portugal                 | 1942  | [ 28 ]  |
| 9        | Lina Wertmüller             | Cineasta                                    | Itália                   | 1928  | [ 29 ]  |
| 9        | Carmen Salinas              | Atriz                                       | México                   | 1939  | [ 30 ]  |
| 9        | Demaryius Thomas            | Jogador de futebol americano                | Estados Unidos           | 1987  | [ 31 ]  |
| 9        | Al Unser                    | Automobilista                               | Estados Unidos           | 1939  | [ 32 ]  |
| 10       | Michael Nesmith             | Músico                                      | Estados Unidos           | 1942  | [ 33 ]  |
| 10       | Karin Praxmarer             | Política                                    | Áustria                  | 1944  | [ 34 ]  |
| 11       | Manuel Santana              | Tenista                                     | Espanha                  | 1938  | [ 35 ]  |
| 11       | Sérgio Sérvulo da Cunha     | Jurista e professor                         | Brasil                   | 1935  | [ 36 ]  |
| 11       | Monarco                     | Cantor e compositor                         | Brasil                   | 1933  | [ 37 ]  |
| 11       | Anne Rice                   | Escritora                                   | Estados Unidos           | 1940  | [ 38 ]  |
| 11       | Hiroshi Hirata              | Mangaká                                     | Japão                    | 1937  | [ 39 ]  |
| 12       | Paulias Matane              | Politico                                    | Papua-Nova Guiné         | 1931  | [ 40 ]  |
| 12       | Vicente Fernández           | Cantor                                      | México                   | 1940  | [ 41 ]  |
| 12       | Jimmy Rave                  | Lutador de wrestling                        | Estados Unidos           | 1982  | [ 42 ]  |
| 12       | Leonor Xavier               | Jornalista e escritora                      | Portugal                 | 1943  | [ 43 ]  |
| 12       | Silvia Sayago               | Política                                    | Argentina                | 1955  | [ 44 ]  |
| 13       | Verónica Forqué             | Atriz                                       | Espanha                  | 1955  | [ 45 ]  |
| 13       | Sergei Solovyov             | Cineasta                                    | União Soviética/ Rússia  | 1944  | [ 46 ]  |
| 13       | Leonid Sharayev             | Operário e político                         | União Soviética/ Ucrânia | 1935  | [ 47 ]  |
| 14       | Sandra Meira Starling       | Política                                    | Brasil                   | 1944  | [ 48 ]  |
| 14       | Marcos Konder Netto         | Arquiteto                                   | Brasil                   | 1927  | [ 49 ]  |
| 14       | Daniel Widlöcher            | Professor e psicanalista                    | França                   | 1929  | [ 50 ]  |
| 15       | Rogério Samora              | Ator                                        | Portugal                 | 1958  | [ 51 ]  |
| 15       | Alceste Madeira de Almeida  | Médico e político                           | Brasil                   | 1944  | [ 52 ]  |
| 15       | bell hooks                  | Escritora e professora                      | Estados Unidos           | 1952  | [ 53 ]  |
| 15       | Kim Yong-ju                 | Político                                    | Coreia do Norte          | 1920  | [ 54 ]  |
| 15       | Fayez al-Tarawneh           | Político e diplomata                        | Jordânia                 | 1949  | [ 55 ]  |
| 15       | Nelly Commergnat            | Política                                    | França                   | 1943  | [ 56 ]  |
| 16       | Lucia Hiriart Rodriguez     | Primeira-dama                               | Chile                    | 1922  | [ 57 ]  |
| 16       | Sérgio Vieira               | Político e poeta                            | Moçambique               | 1941  | [ 58 ]  |
| 17       | José Pablo Feinmann         | Filósofo, escritor e apresentador           | Argentina                | 1943  | [ 59 ]  |
| 18       | Sayaka Kanda                | Atriz e cantora                             | Japão                    | 1986  | [ 60 ]  |
| 18       | Richard Rogers              | Arquiteto                                   | Reino Unido/ Itália      | 1933  | [ 61 ]  |
| 18       | Krystyna Gozdawa-Nocoń      | Política                                    | Polónia                  | 1949  | [ 62 ]  |
| 19       | Carlos Marín                | Cantor, integrante do grupo Il Divo         | Alemanha/ Espanha        | 1968  | [ 63 ]  |
| 19       | Johnny Isakson              | Político                                    | Estados Unidos           | 1944  | [ 64 ]  |
| 19       | Robert Grubbs               | Químico                                     | Estados Unidos           | 1942  | [ 65 ]  |
| 19       | Robert Strichartz           | Matemático                                  | Estados Unidos           | 1943  | [ 66 ]  |
| 19       | Drakeo the Ruler            | Rapper                                      | Estados Unidos           | 1993  | [ 67 ]  |
| 20       | Mamadú Iaia Djaló           | Político                                    | Guiné-Bissau             | 1962  | [ 68 ]  |
| 20       | Jiří Čadek                  | Futebolista                                 | Chéquia/ Tchecoslováquia | 1935  | [ 69 ]  |
| 20       | Norberto Boggio             | Futebolista                                 | Argentina                | 1931  | [ 70 ]  |
| 21       | Ian Matos                   | Saltador                                    | Brasil                   | 1989  | [ 71 ]  |
| 21       | Cid Teixeira                | Historiador                                 | Brasil                   | 1924  | [ 72 ]  |
| 23       | Joan Didion                 | Escritora                                   | Estados Unidos           | 1934  | [ 73 ]  |
| 23       | Francisco Valada            | Ciclista                                    | Portugal                 | 1941  | [ 74 ]  |
| 23       | Grace Mirabella             | Jornalista                                  | Estados Unidos           | 1930  | [ 75 ]  |
| 23       | Chris Dickerson             | Fisiculturista                              | Estados Unidos           | 1939  | [ 76 ]  |
| 23       | Beni Borja                  | Músico, compositor e produtor musical       | Brasil                   | 1961  | [ 77 ]  |
| 24       | José Villegas               | Futebolista                                 | México                   | 1934  | [ 78 ]  |
| 24       | António Badajoz             | Toureiro                                    | Portugal                 | 1922  | [ 79 ]  |
| 25       | Thomas Lovejoy              | Ambientalista                               | Estados Unidos           | 1941  | [ 80 ]  |
| 25       | José Edmar Brito Miranda    | Advogado e político                         | Brasil                   | 1934  | [ 81 ]  |
| 25       | Wayne Thiebaud              | Pintor                                      | Estados Unidos           | 1920  | [ 82 ]  |
| 25 ou 26 | Jean-Marc Vallée            | Cineasta                                    | Canadá                   | 1963  | [ 83 ]  |
| 26       | Desmond Tutu                | Prelado                                     | África do Sul            | 1931  | [ 84 ]  |
| 26       | Károlos Papúlias            | Político                                    | Grécia                   | 1929  | [ 85 ]  |
| 26       | Dorval Rodrigues            | Futebolista                                 | Brasil                   | 1935  | [ 86 ]  |
| 26       | Tiago Capuzzi               | Prelado                                     | Itália                   | 1929  | [ 87 ]  |
| 26       | Edward Osborne Wilson       | Biólogo                                     | Estados Unidos           | 1929  | [ 88 ]  |
| 26       | João Paulo Cotrim           | Jornalista, escritor e editor               | Portugal                 | 1965  | [ 89 ]  |
| 26       | Sarah Weddington            | Advogada e política                         | Estados Unidos           | 1945  | [ 90 ]  |
| 27       | April Ashley                | Modelo, autora e ativista dos direitos LGBT | Inglaterra               | 1935  | [ 91 ]  |
| 28       | Hugo Maradona               | Futebolista                                 | Argentina                | 1969  | [ 92 ]  |
| 28       | James Cayne                 | Empresário                                  | Estados Unidos           | 1934  | [ 93 ]  |
| 28       | Harry Reid                  | Político                                    | Estados Unidos           | 1939  | [ 94 ]  |
| 28       | John Madden                 | Treinador de futebol americano              | Estados Unidos           | 1936  | [ 95 ]  |
| 28       | Michael Clifford            | Astronauta                                  | Estados Unidos           | 1952  | [ 96 ]  |
| 28       | Nikolay Shirshov            | Futebolista                                 | Uzbequistão              | 1974  | [ 97 ]  |
| 29       | Christian Gyan              | Futebolista                                 | Gana                     | 1978  | [ 98 ]  |
| 29       | Simão Almeida               | Político                                    | Brasil                   | 1944  | [ 99 ]  |
| 29       | Maurílio                    | Cantor                                      | Brasil                   | 1993  | [ 100 ] |
| 30       | Lya Luft                    | Escritora                                   | Brasil                   | 1938  | [ 101 ] |
| 30       | Sam Jones                   | Basquetebolista                             | Estados Unidos           | 1933  | [ 102 ] |
| 31       | Betty White                 | Atriz                                       | Estados Unidos           | 1922  | [ 103 ] |
| 31       | Juan Figer                  | Empresário esportivo                        | Uruguai/ Brasil          | 1934  | [ 104 ] |
| 31       | José de Jesus Filho         | Advogado e político                         | Brasil                   | 1927  | [ 105 ] |
| 31       | Lino Rossi                  | Jornalista e político                       | Brasil                   | 1957  | [ 106 ] |
| 31       | Vadim Khamuttskikh          | Jogador de voleibol                         | União Soviética/ Rússia  | 1969  | [ 107 ] |
| 31       | Francisco Sampaio           | Professor                                   | Portugal                 | 1937  | [ 108 ] |